# Maria Lansink
Maria Lansink (Tubbergen, 1º luglio 1957) è un'ex cestista olandese.

## Carriera
Con i Paesi Bassi ha disputato i Campionati europei del 1974.